# Ministerio de Educación y Cultura de Uruguay
El Ministerio de Educación y Cultura de la República Oriental del Uruguay es la secretaria de Estado encargada de la coordinación y ejecución de las políticas de Estado en materia educativa, así como también de la promoción del desarrollo cultural del país, de la preservación del patrimonio artístico, histórico y cultural de la nación, así como de la innovación, la ciencia y la tecnología y de la promoción y fortalecimiento de la vigencia de los derechos humanos. Además es responsable del desarrollo del sistema multimedia de comunicación estatal y de impulsar el acceso digitalizado de toda la población a la información. También es responsable de la formulación y coordinación de políticas respecto de la defensa judicial de los intereses del Estado y de asegurar la información necesaria para la correcta aplicación del derecho.

## Historia
El primer antecedente institucional de un organismo público para la administración de la educación se dio el 26 de febrero de 1848 con la creación del Instituto de Instrucción Pública. Este instituto tenía competencias ejecutivas, técnicas, y administrativas.
Al año siguiente se pone en funcionamiento la Universidad de la República, la cual tenía entre sus cometidos la enseñanza a todos los niveles, hecho que nunca se puso en práctica.
En el período que va desde el año 1883 al 1891 existió el Ministerio de Justicia, Culto e Instrucción Pública. Esta institución es entendida como el primer organismo que otorga rango ministerial a la Administración Nacional de Educación Pública. En el año 1891 tiene lugar una reorganización de los ministerios, pasando a ser el recién creado Ministerio de Fomento el encargado de la administración de la educación pública. A su vez el 12 de marzo de 1907 el entonces presidente Claudio Williman vuelve a ser el autor de un nuevo ajuste ministerial, dividiendo el Ministerio de Fomento en el Ministerio de Obras Públicas por un lado y el Ministerio de Industrias, Trabajo e Instrucción Pública por otro.
En la segunda presidencia de José Batlle y Ordóñez tiene lugar otra reorganización de los ministerios por lo que el 4 de marzo de 1912 queda constituido el Ministerio de Justicia e Instrucción Pública. Posteriormente, el 19 de marzo de 1936 el entonces presidente de facto Gabriel Terra pasa a denominarlo como Ministerio de Instrucción Pública y Previsión Social.
En 1967 recibe una nueva denominación, pasando a llamarse Ministerio de Cultura, pero finalmente en 1970 obtuvo la denominación actual de Ministerio de Educación y Cultura.
Durante la dictadura cívico-militar, existió además un Ministerio de Justicia, cuyas competencias fueron reabsorbidas por el Ministerio de Educación y Cultura al retornar la democracia en 1985.

## Cometidos
Son sus cometidos:
- Coordinar con todos los actores del ámbito de la Educación, en el marco de los cometidos otorgados por la Ley General de Educación N.º 18.437, con las modificaciones a la misma generadas por la Ley N.º 19889 Sección III, especialmente en lo detallado en los artículos 51 y 171..
- Promover y coordinar con organismos competentes los avances de la ciencia, la tecnología y el conocimiento al servicio del desarrollo nacional y local.
- Impulsar el desarrollo, la accesibilidad y la difusión de las Artes y la Cultura como expresión de la identidad y de los valores nacionales.
- Favorecer el disfrute de los bienes y servicios culturales por parte de la población en todo el territorio nacional, especialmente para aquellos que por desventajas territoriales, económicas, educativas o de otra índole, tienen menor posibilidad de acceso.
- Orientar la política cultural de manera de promover la pluralidad estética y la libertad de expresión en la producción y consumo de bienes y servicios culturales.
- Conformar y preservar tanto el acervo bibliográfico, artístico, histórico, natural y antropológico promoviendo su apropiación por parte de la población.
- Promover la mejora continua de los medios de comunicación del Estado, de modo de impulsar el desarrollo cultural, social, informativo y de entretenimiento de la población en su conjunto.
- Apoyar, desarrollar y coordinar acciones que profundicen el respeto y fortalecimiento de los derechos humanos para todos los habitantes del país en las áreas propias de su competencia.
- Coordinar políticas para la defensa de los derechos de los ciudadanos, los intereses del Estado y la seguridad jurídica mediante una correcta gestión registral.

## Estructura
El actual ministro de Educación y Cultura es desde el 1 de marzo de 2025, José Carlos Mahía.    
En el ejercicio actual (2025-2030) el Ministerio de Educación tiene como estructura las siguientes dependencias ejecutoras. 
- Dirección General de Secretaría de Estado
- Dirección Nacional de Educación
- Dirección Nacional de Cultura
  - Dirección del Museo Histórico Nacional
  - Dirección del Museo de Historia Natural
  - Dirección del Museo de Antropología
  - Coordinación del Instituto Nacional de Artes Escénicas
  - Coordinación del Instituto Nacional de Letras
- Dirección Nacional de Innovación, Ciencia y Tecnología.
- Dirección de Asuntos Constitucionales, Legales y Registrales.
- Dirección General de Registros.
- Dirección General del Registro de Estado Civil.
- Procuraduría del Estado.

### Otras
- Consejo Directivo del Servicio Oficial de Difusión, Representaciones y Espectáculos.
- Comisión del Patrimonio Cultural de la Nación.
- Consejo Directivo del Instituto de Investigaciones Biológicas Clemente Estable.
- Consejo de Administración del Servicio de Comunicación Audiovisual.
- Biblioteca Nacional